# Parafia Matki Bożej Królowej Polski w Woli Zgłobieńskiej
Parafia Matki Bożej Królowej Polski w Woli Zgłobieńskiej – parafia rzymskokatolicka znajdująca się w diecezji rzeszowskiej w dekanacie Boguchwała.
Parafia została erygowana w 1983 r. dekretem ówczesnego biskupa przemyskiego Ignacego Tokarczuka. Kościół parafialny został zbudowany w latach 1980–1984 według projektu architekta Romana Gorczycy z Rzeszowa. Świątynię konsekrował 25 marca 1993 r. ówczesny biskup rzeszowski Kazimierz Górny.
W parafii znajdują się obecnie cztery relikwie: bł. Jerzego Popiełuszki, św. Jana Pawła II, św. Brata Alberta i św. Maksymiliana Marii Kolbego.